# یواس‌اس دیل (دی‌دی-۴)
یواس‌اس دیل (دی‌دی-۴) (به انگلیسی: USS Dale (DD-4)) یک کشتی بود که طول آن ۲۵۰ فوت (۷۶ متر) بود. این کشتی در سال ۱۹۰۰ ساخته شد.